# مغنولية كبيرة الأوراق
ماغنوليا كبيرة الأوراق (الاسم العلمي: Magnolia macrophylla) هي نوع من النباتات تتبع جنس الماغنوليا من الفصيلة الماغنولية.

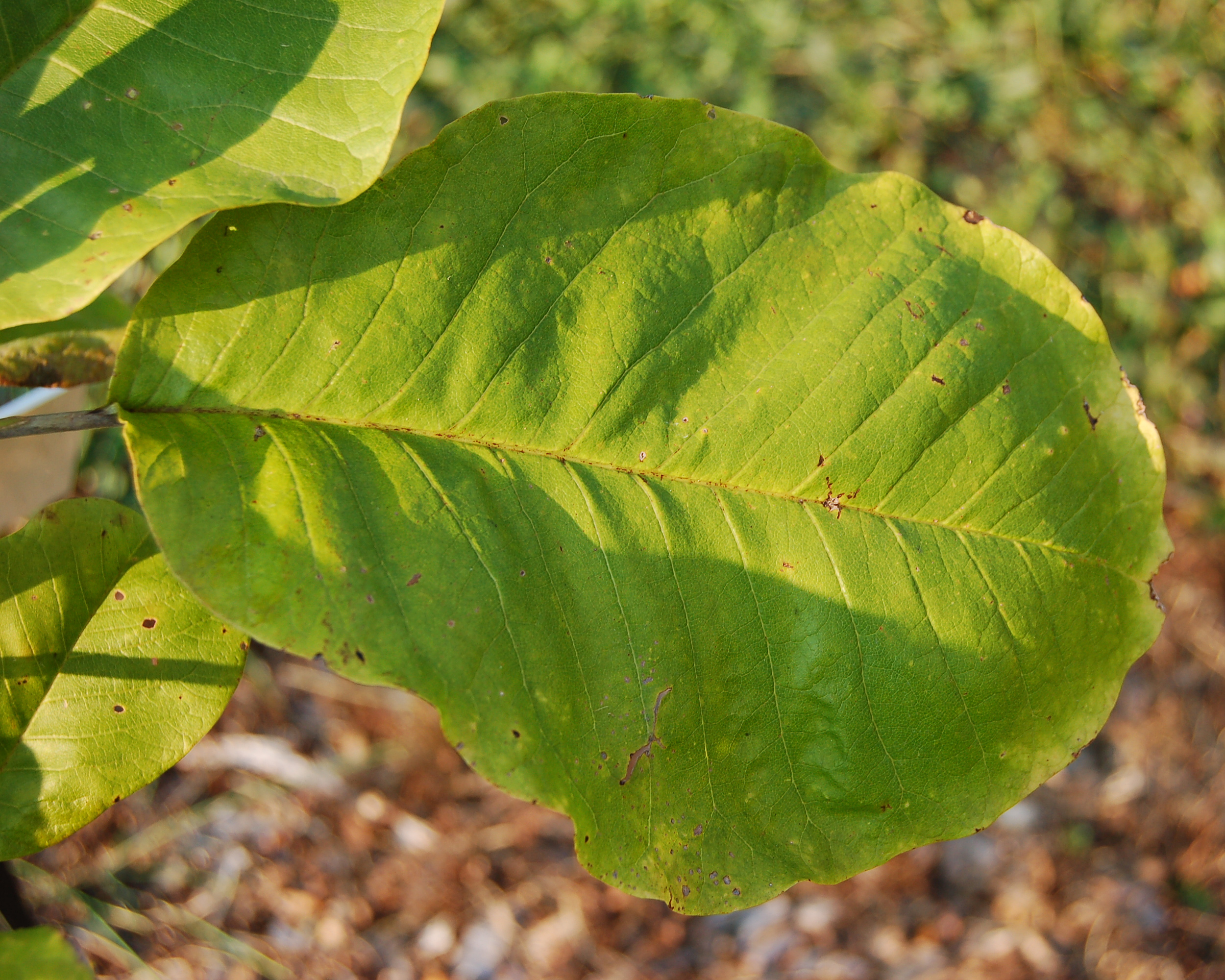
A single large leaf
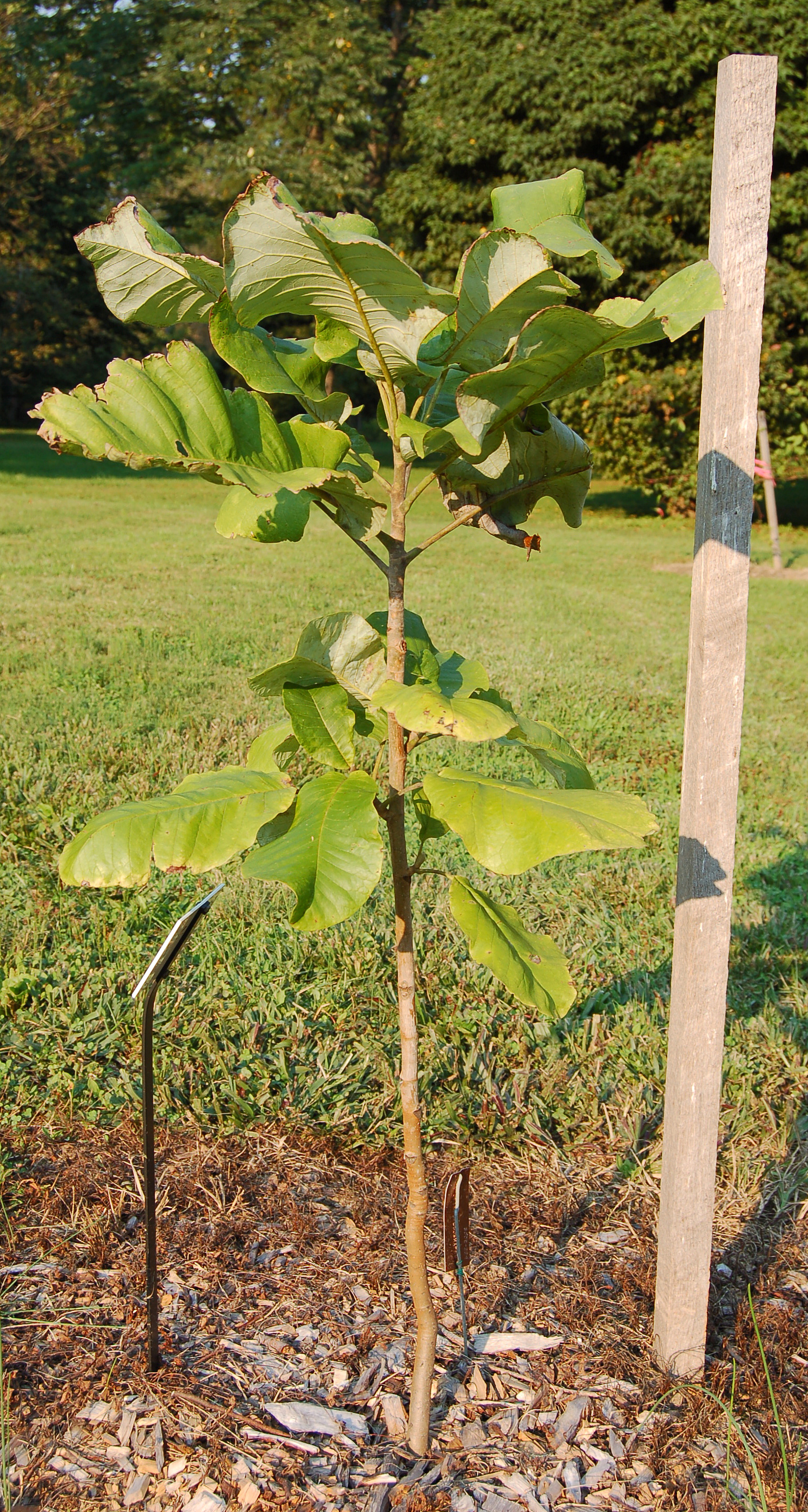
A sapling
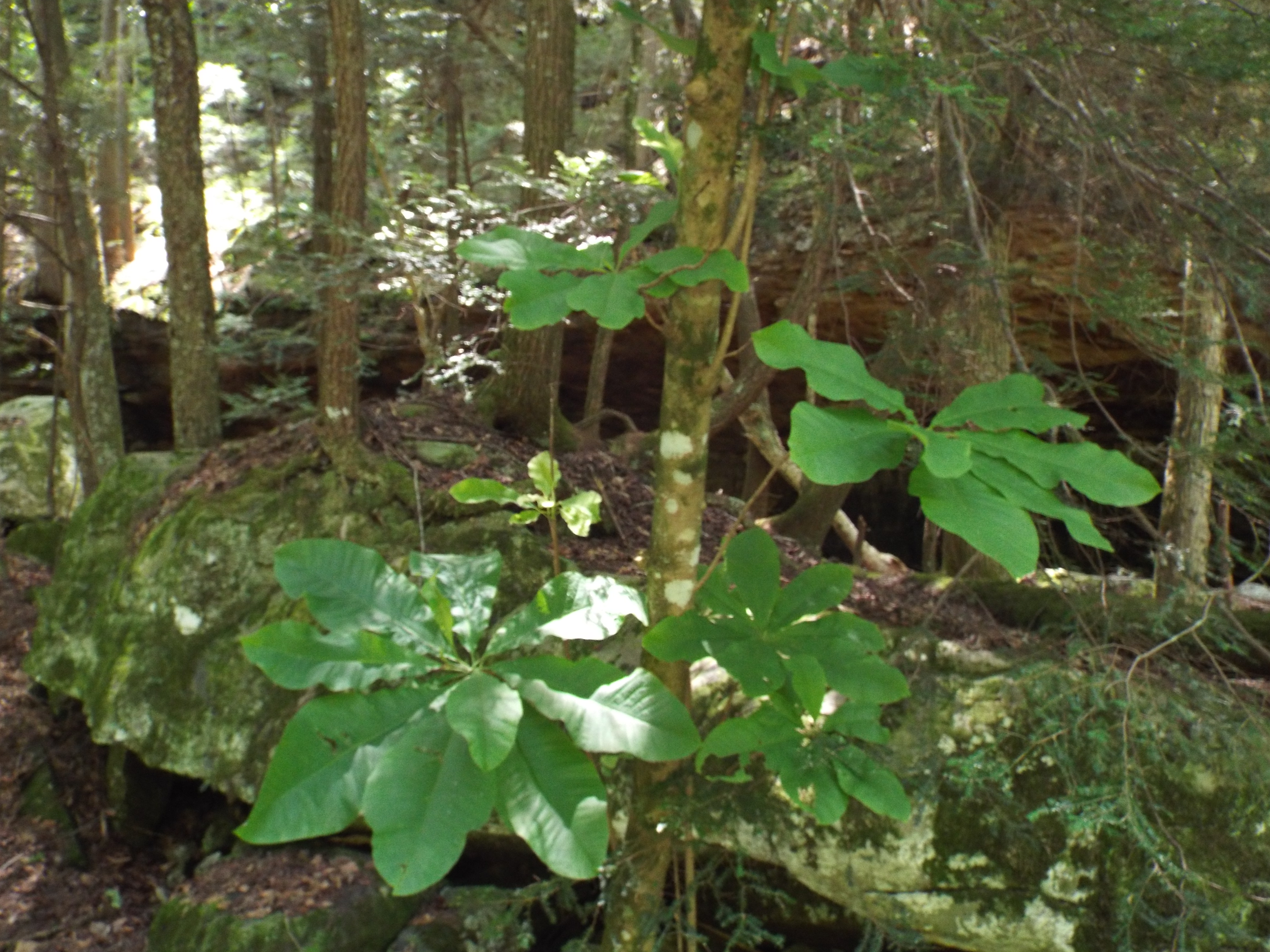
Naturalized tree